# Противотанковое оружие

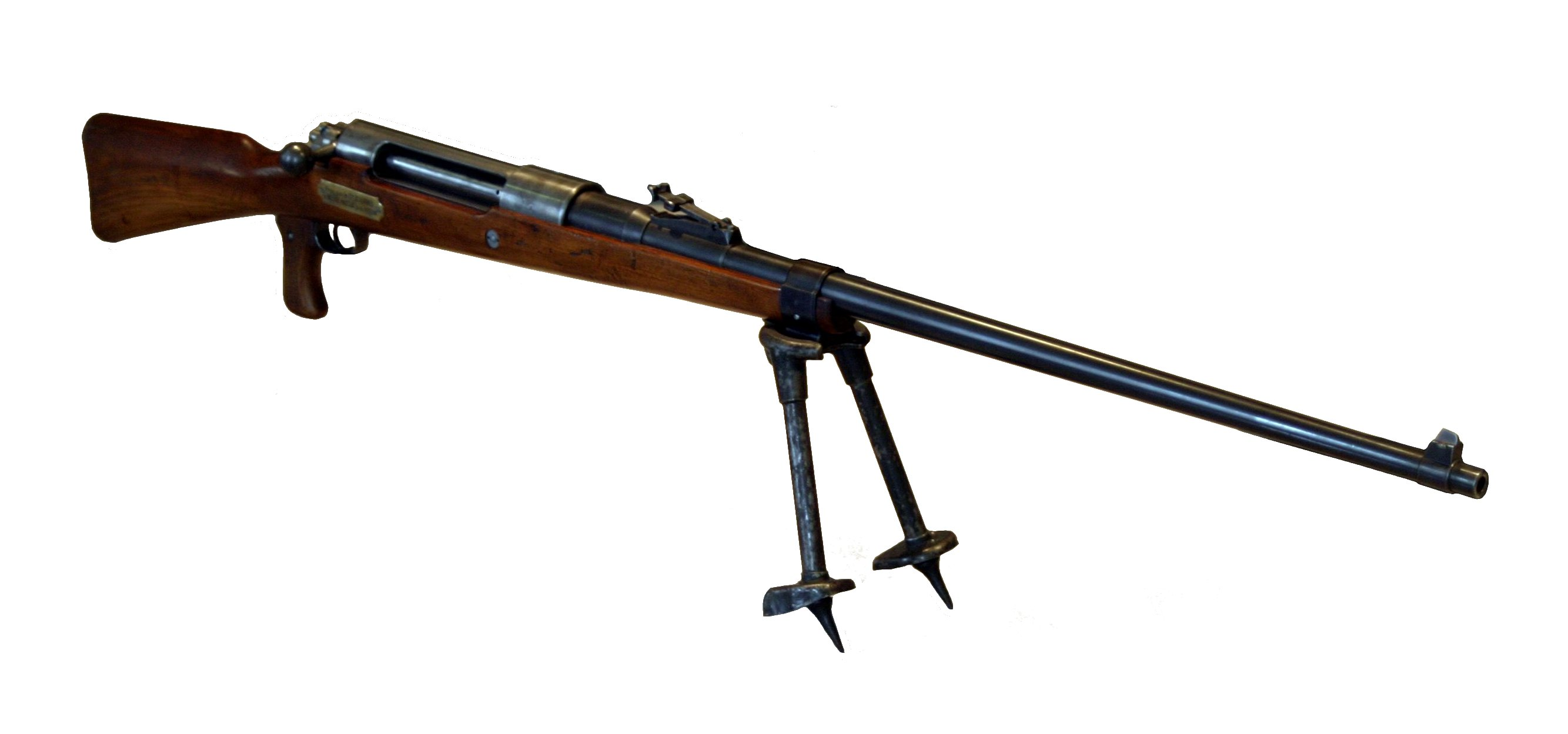
Tankgewehr M1918

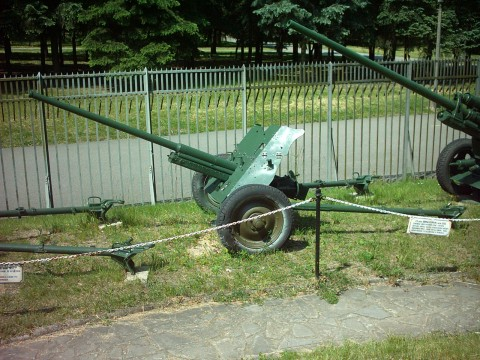
45-мм противотанковая пушка образца 1942 года (М-42)

Противотанковое оружие — оружие, предназначенное для поражения танков противника, бронированной и небронированной техники, а также живой силы в оборонительных сооружениях различного типа.
Виды противотанкового оружия
- Противотанковая пушка
- Кумулятивные боеприпасы
- Противотанковая граната
- Противотанковое ружьё
- Противотанковая мина
- Противотанковая САУ
- Противотанковая собака
- Противотанковый гранатомёт
- Противотанковая ракета (ПТУР)
- Противотанковая авиация

Танки появились во время Первой мировой войны, и сразу же понадобились специальные средства борьбы с ними, так как для стрелкового оружия пехоты они оказались практически неуязвимы, а крупнокалиберной артиллерии, стреляющей издалека, было очень трудно попасть в подвижную цель.
Самые ранние противотанковые ружья (ПТР) — «Танкгевер M1918» — применялись в конце Первой мировой войны немцами против английских и французских танков. Эти ружья продемонстрировали крайне низкую эффективность — с помощью ПТР было уничтожено всего 7 французских танков. Относительной простоте изготовления ПТР, подвижности расчёта и удобства маскировки огневой точки соответствуют также и низкая эффективность этого вида оружия. Тем не менее, наиболее совершенные модели противотанковых ружей, например советские противотанковые ружья ПТРД и ПТРС, применялись вплоть до конца Второй мировой войны.
Основным видом оружия самообороны пехоты против бронированных машин стали ручные противотанковые гранаты. Их первые образцы представляли собой довольно тяжёлый (около 1 кг) бросаемый заряд взрывчатого вещества, способный при плотном прилегании своим фугасным действием раздробить 15—20 мм брони. Примером такого оружия являются советские гранаты РПГ-40 и РПГ-41. Боевая эффективность противотанковых гранат дробящего действия оказалась весьма невысокой, из-за чего приходилось использовать связки гранат.
В годы Второй мировой войны появились ручные противотанковые гранаты или метательные мины с кумулятивными головными частями, например советские РПГ-43, РПГ-6 или немецкие PWM-1L. Бронепробиваемость выросла до 70—100 мм при встрече с преградой под прямым углом, что для многих типов танков завершающего периода войны было уже недостаточно. Кроме того, для эффективного выведения танка из строя требовался целый набор условий, что дополнительно снижало эффективность ручного метательного оружия с кумулятивной боевой частью.

## Ручные гранатомёты
Стремясь обеспечить поражение бронецелей на некотором расстоянии, конструкторы многих стран разработали переносные противотанковые гранатомёты, либо построенные по принципу безоткатного орудия (немецкий «Фаустпатрон» разработки лейпцигской компанией «HASAG»), либо использующие ракету как средство доставки кумулятивной боевой части к цели (американская «Базука»). В зависимости от варианта «Фаустпатрона», его кумулятивная граната перфорировала лист стали толщиной от 140 до 200 мм, а граната, так и не поступившего на вооружение «Фаустпатрона-150» могла пробить броневую преграду толщиной 280—320 мм. «Базука» M1 поступила на вооружение Армии США в 1942 году, её захваченные экземпляры послужили образцом для немецких «ракетных противотанковых ружей» семейства «Панцершрек». В отличие от «Фаустпатрона», боеприпасы к «Базуке» и «Панцершреку» оснащались маршевым реактивным двигателем, позволяющим их использовать в теории на дистанциях до 200 метров.
Эффективно ручные противотанковые гранаты и гранатомёты времён Второй мировой войны могли использоваться только в условиях боя в населённом пункте или из окопов, когда гранатомётчик остаётся в укрытии вплоть до подхода бронетехники на достаточно близкое расстояние. Немецкие гранатомётчики в боях Второй мировой войны стреляли по вражескому танку до тех пор, пока он не возгорался или взрывался, количество требуемых для этого попаданий могло быть свыше десятка. Это послужило причиной некоторого преувеличения эффективности данного вида оружия в послевоенное время. В сражениях вне населённых пунктов результативность ручных противотанковых гранатомётов была довольно посредственной.

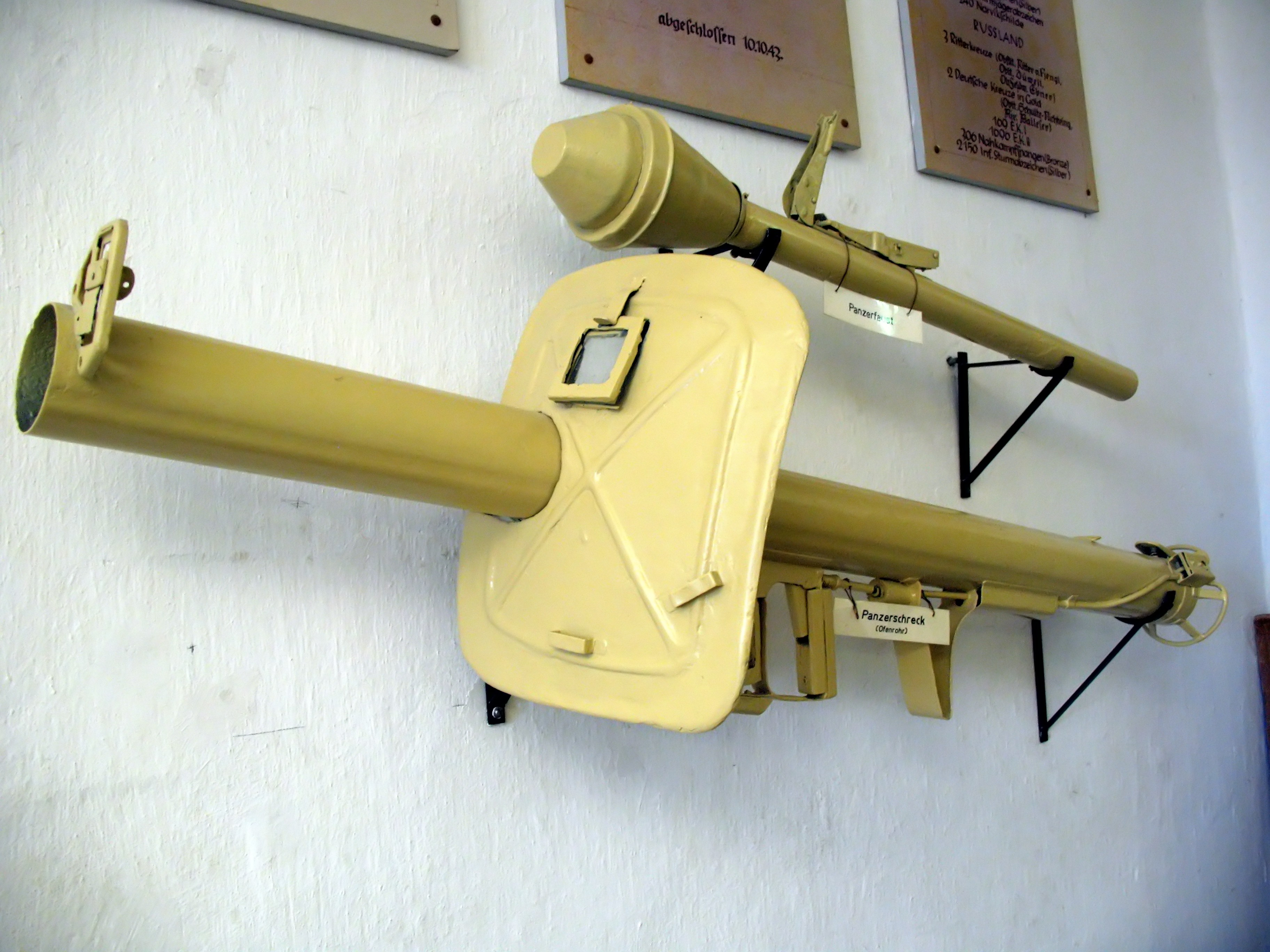
Фаустпатрон и Панцершрек

Например, в 1944 году на Восточном фронте доля потерь советских танков от кумулятивных боеприпасов была незначительна, поскольку немецкая пехота не выдерживала подхода советских танков, поддерживаемых пехотой, на дистанцию ближе 100—200 метров, отступая и бросая огромные по советской оценке запасы противотанковых гранатомётов. Что было вполне оправдано — тактическая грамотность советских танкистов к этому времени возросла достаточно, чтобы не доходя вплотную до линии окопов расстрелять находящихся в них из танкового оружия или дать своим сопровождающим стрелковым подразделениям подойти вплотную к окопам, когда нападающие получают преимущество над обороняющимися. Даже по ходу Берлинской операции, характеризующейся очень высокой долей городских боёв, безвозвратные потери танков Т-34-85 1-го Белорусского фронта от фаустпатронов составили 131 машину, а от огня ствольной артиллерии — 347. Если учитывать повреждённые танки, то соотношение в пользу артиллерии становится ещё более крупным: 1414 против 137. Для танков Т-34-85 1-го Украинского фронта безвозвратные потери от артиллерийского огня составили 305 машин, а от «Фаустпатронов» — только 15. Сходный характер носят и британские данные — из 176 подбитых или брошенных «Пантер» за два месяца летней кампании 1944 года в Нормандии только 8 были поражены кумулятивными боеприпасами.

## Противотанковые мины

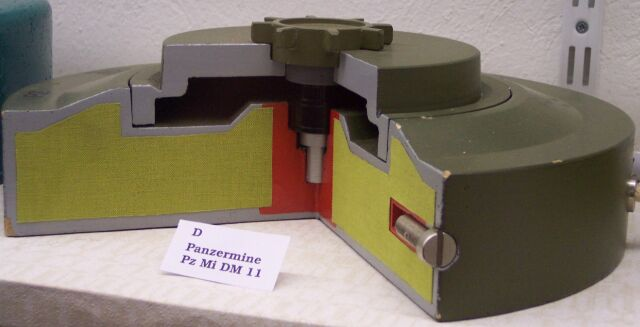

Противотанковые мины бывают противоднищевые, противогусеничные мины, противобортные мины.
Они предназначены для выведения из строя танков и другой техники, однако не срабатывают при наступании на неё человека или животного .

## Артиллерия

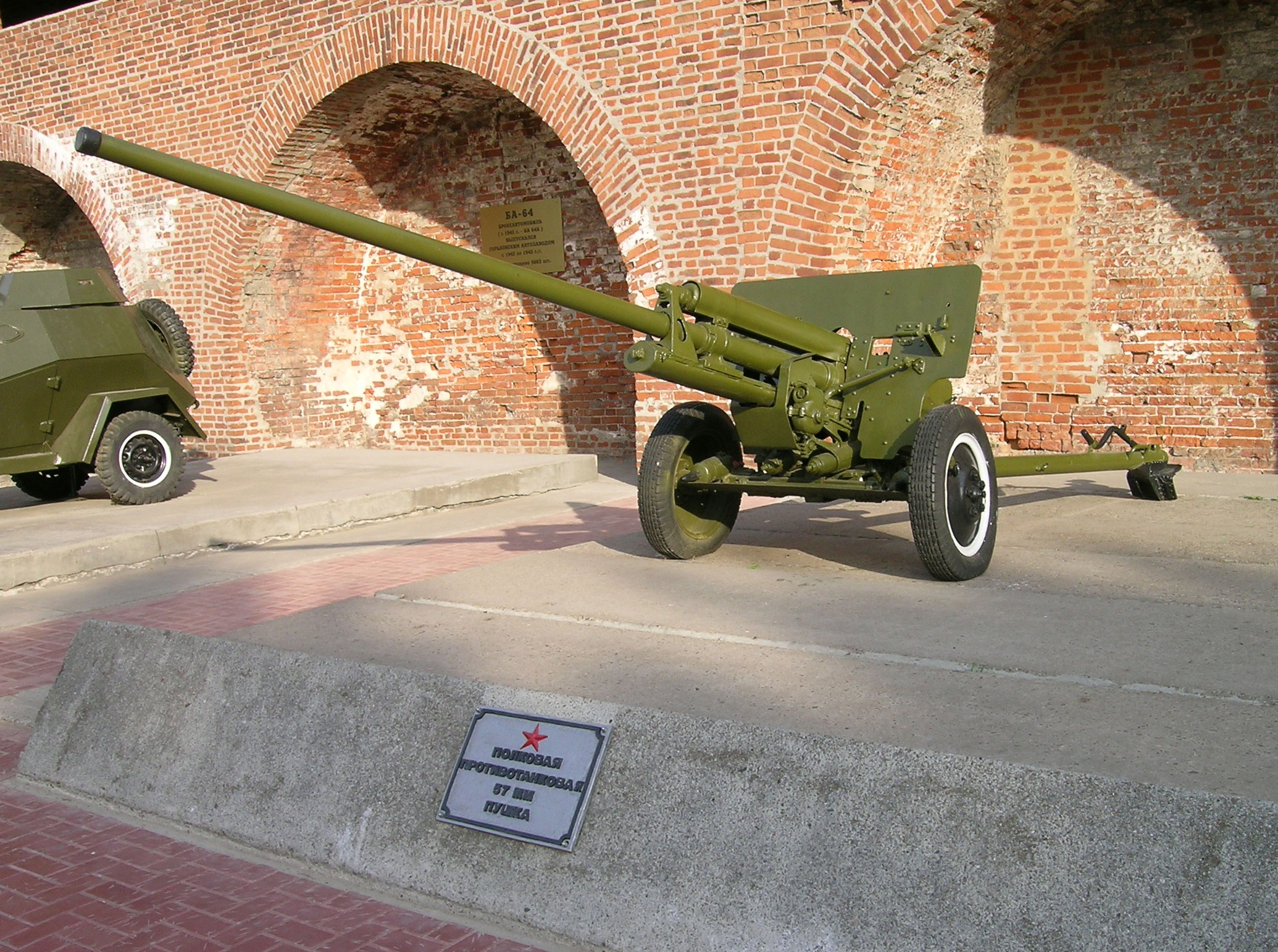
Противотанковая 57-мм пушка ЗИС-2 в Нижегородском Кремле

Противотанковое орудие (ПТО) — это специализированное артиллерийское орудие для борьбы с бронетехникой противника путём стрельбы прямой наводкой. В подавляющем большинстве случаев оно является длинноствольной пушкой с высокой начальной скоростью снаряда и небольшим углом возвышения. К другим характерным особенностям противотанкового орудия относятся унитарное заряжание и клиновый полуавтоматический затвор, которые способствуют максимальной скорострельности. При конструировании ПТО особое внимание уделяют минимизации его массы и размеров с целью облегчения транспортировки и маскировки на местности.
Самоходная артиллерийская установка (САУ) может быть весьма схожа с танком конструктивно, но предназначена для решения других задач: уничтожения танков противника из засад или огневой поддержки войск с закрытой огневой позиции, а потому имеет другой баланс брони и вооружения. Истребитель танков — специализированная для борьбы с бронетехникой противника полностью и хорошо бронированная самоходно-артиллерийская установка (САУ). Именно по своему бронированию истребитель танков отличается от противотанковой САУ, которая имеет лёгкую и частичную броневую защиту.

### Безоткатные орудия

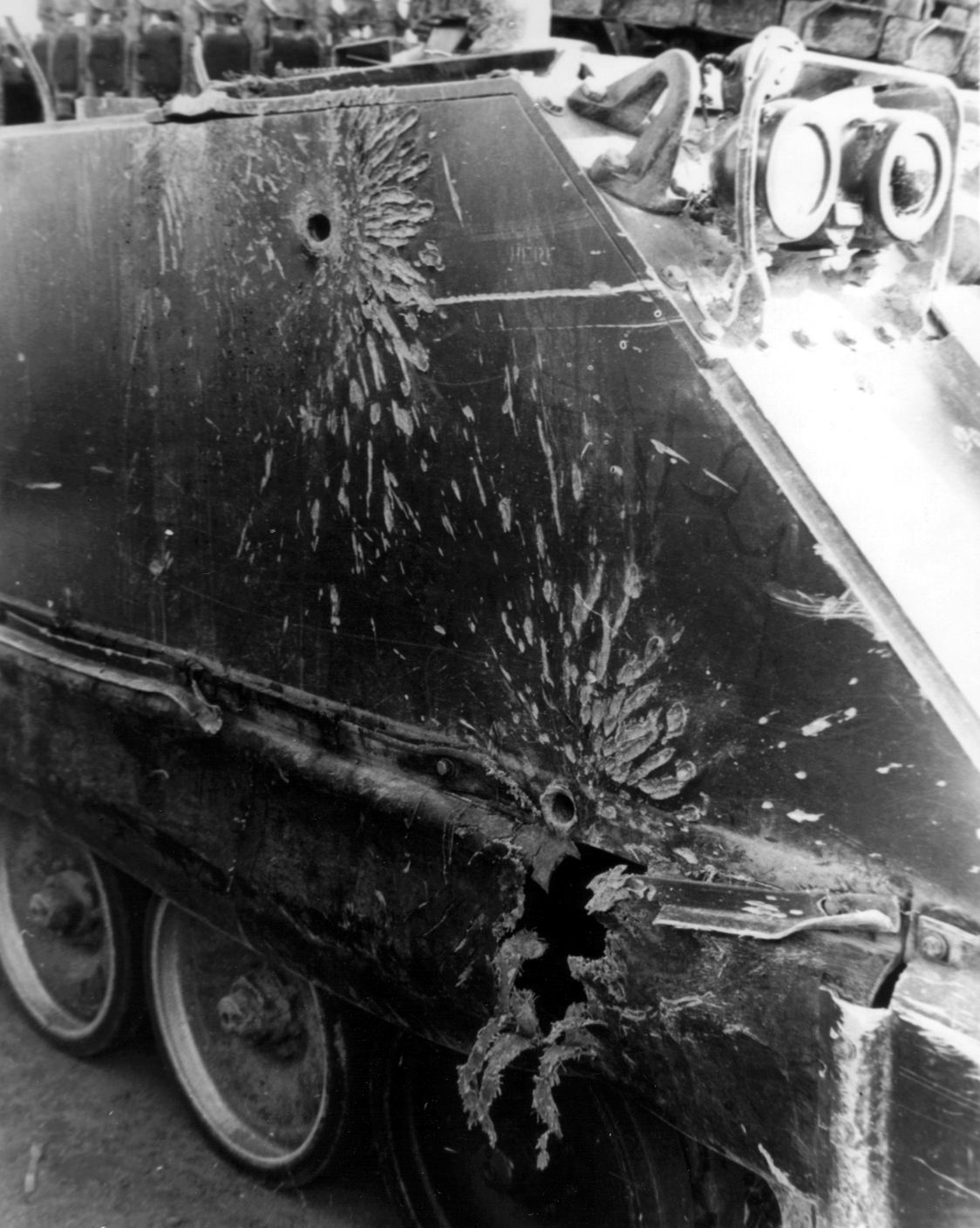
M113, поражённый снарядами из безоткатного орудия

Чёткой границы между реактивными гранатомётами и безоткатными орудиями нет. Английский термин recoilless rifle (безоткатное орудие) обозначает и L6 WOMBAT массой 295 кг на колёсном лафете, и М67 массой 17 кг для стрельбы с плеча или сошек. В России (СССР) гранатомётом считался СПГ-9 массой 64,5 кг на колёсном лафете и РПГ-7 массой 6,3 кг для стрельбы с плеча. В Италии система Folgore массой 18,9 кг считается гранатомётом, а та же система на треноге и с баллистическим вычислителем (масса 25,6 кг) — безоткатным орудием. Появление кумулятивных снарядов сделало гладкоствольные безоткатные орудия перспективными в качестве лёгких противотанковых пушек. Такие орудия использовались США в конце Второй мировой войны, а в послевоенные годы безоткатные противотанковые орудия были приняты на вооружение ряда стран, в том числе и СССР, активно использовались (и продолжают использоваться) в ряде вооружённых конфликтов. Наиболее широко безоткатные орудия применяются в армиях развивающихся стран. В армиях развитых стран БО как противотанковое средство в основном заменены противотанковыми управляемыми ракетами (ПТУР). Некоторым исключением являются скандинавские страны, напр., Швеция, где БО продолжают развиваться, и, путём усовершенствования боеприпасов с применением новейших достижений техники, достигли бронепробиваемости 800 мм (при калибре 90 мм, то есть почти 9клб)

## Ракетное оружие
Тактические ракеты
Тактические ракеты, в зависимости от типа, могут быть оснащены всевозможными противотанковыми суббоеприпасами, минами.

### ПТУР

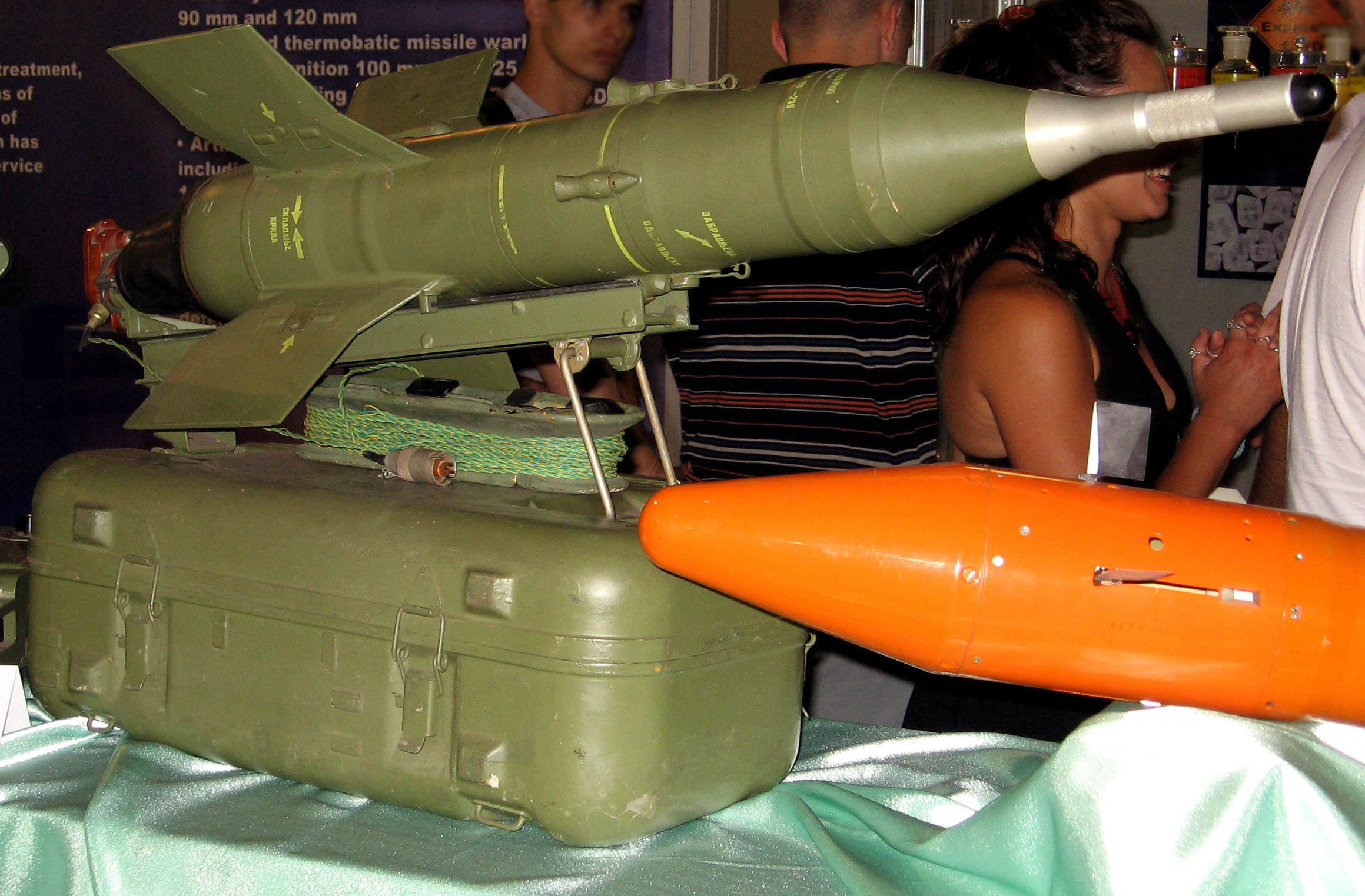
9К11 Малютка

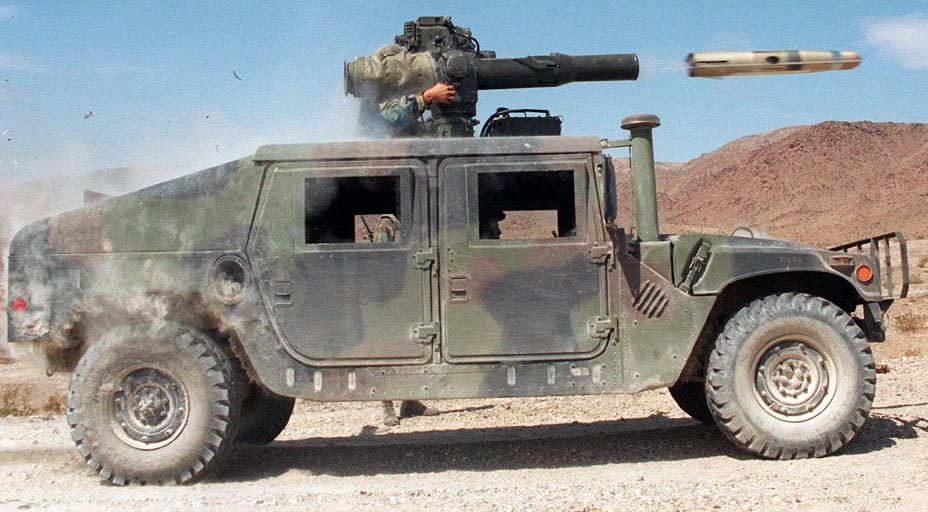

Основным достоинством танковых ПТУР является бо́льшая, по сравнению с любым типом танкового вооружения, точность поражения целей, а также большая дальность прицельного огня. Это позволяет вести огонь по танку противника, оставаясь вне досягаемости его вооружения, с вероятностью поражения, превышающей таковую для современных танковых пушек на таком расстоянии. К существенным недостаткам ПТУРов относят 1) меньшую, чем у снаряда танковой пушки, среднюю скорость полёта ракеты и 2) чрезвычайно высокую стоимость выстрела.

## Летательные аппараты

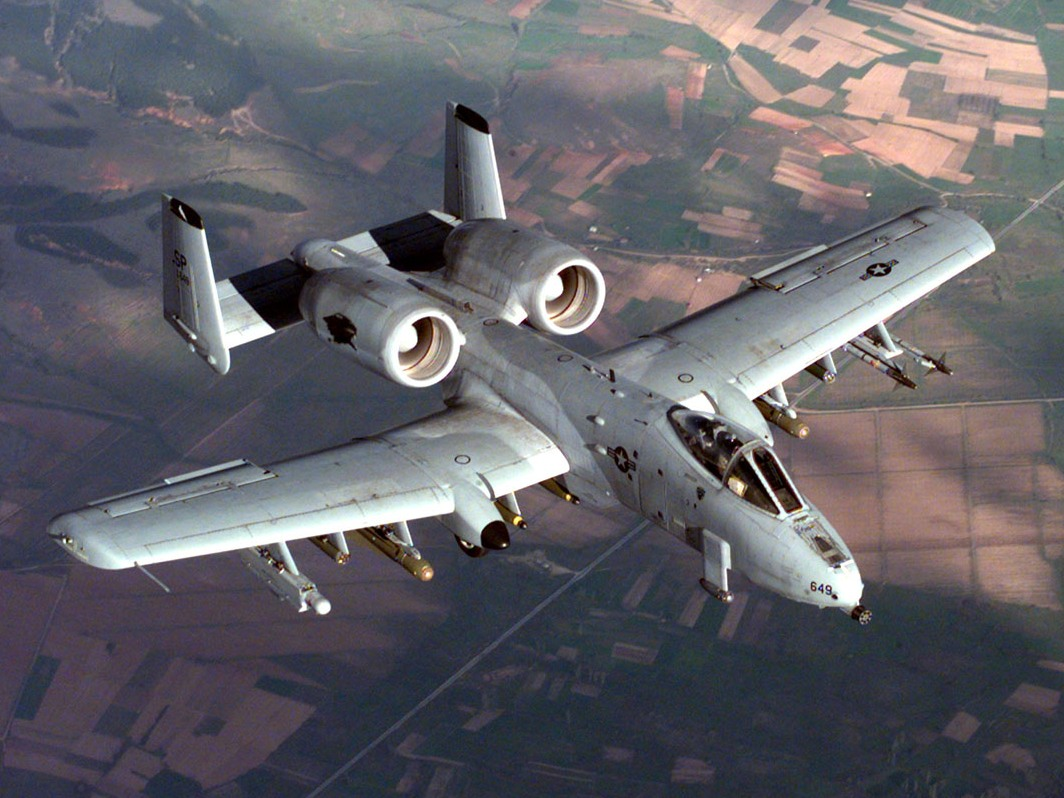
Штурмовик А-10 Thunderbolt (США)

Штурмовкой называется поражение наземных и морских целей при помощи стрелкового оружия (пушек и пулемётов), а также ракет. Штурмовик — боевой летательный аппарат (самолёт или вертолёт), предназначенный для штурмовки. Для штурмовки могут использоваться неспециализированные типы ЛА, такие как обычные истребители, а также лёгкие и пикирующие бомбардировщики. Однако в 1930-е годы был выделен специализированный класс самолётов для штурмовых действий. Причина этого в том, что в отличие от штурмовика, пикирующий бомбардировщик поражает лишь точечные цели; тяжёлый бомбардировщик действует с большой высоты по площадям и крупным неподвижным целям — для поражения цели непосредственно на поле боя он не годится, так как велик риск промахнуться и ударить по своим; истребитель (как и пикирующий бомбардировщик) сильного бронирования не имеет, в то время как на малых высотах самолёт подвергается прицельному обстрелу из всех видов оружия, а также воздействию шальных осколков, камней и прочих опасных предметов, летающих над полем боя. 

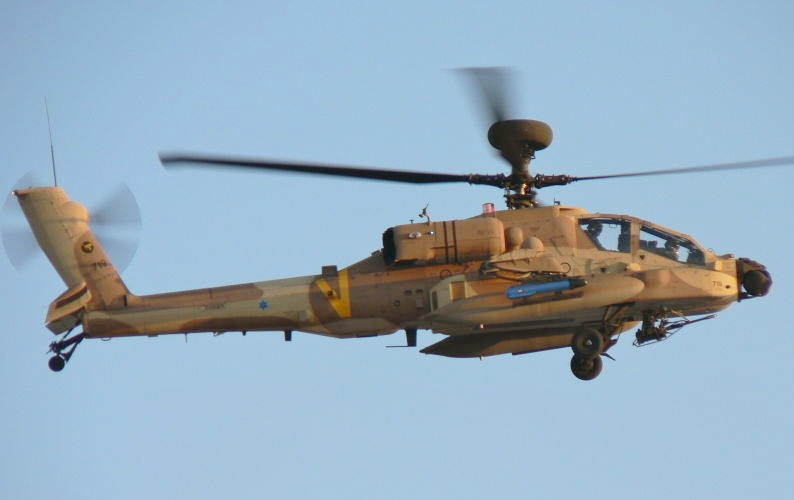
Израильский вертолёты AH-64D проявили себя как эффективное противотанковое средство в 1991 году (операция «Буря в пустыне»). Также они выполняли непосредственную поддержку войск, иногда взаимодействуя со штурмовиками A-10

Роль штурмовки снизилась после появления кассетных бомб (при помощи которых поражать вытянутые цели эффективнее, чем из стрелкового оружия), а также в ходе развития ракет класса «воздух-поверхность» (повысилась кучность и дальность, появились управляемые ракеты). Скорость боевых самолётов возросла, и поражать цели, находясь на малой высоте для них стало проблематично. С другой стороны, появились штурмовые вертолёты, почти полностью вытеснившие самолёт с малых высот.

### Беспилотные самолёты

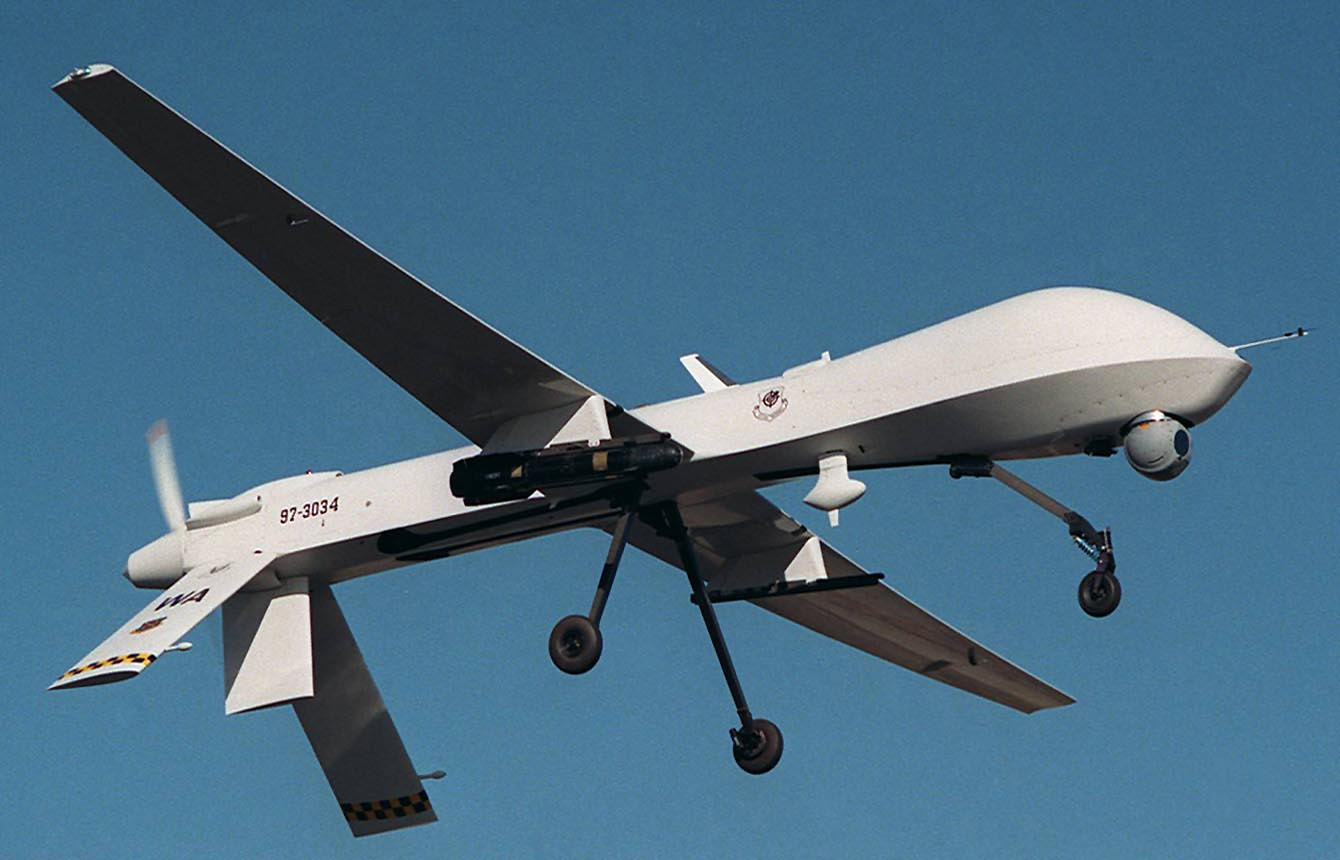
MQ-1 Predator, вооружённый ракетами «AGM-114 Hellfire»

Чаще всего под беспилотными летательными аппаратами (БПЛА) понимают дистанционно управляемые летательные аппараты, применяемые для проведения воздушной разведки и нанесения ударов. Наиболее известным примером БПЛА является американский MQ-1 Предейтор. В феврале 2001 года на авиабазе ВВС США Неллис впервые были выполнены испытательные пуски противотанковых управляемых ракет (ПТУР) AGM-114 «Хеллфайр» с борта БПЛА «Предейтор». «Предейтор» может вооружаться двумя ПТУР (по одной под каждым крылом). Наведение на цель производится с помощью штатного лазерного целеуказателя

## Зажигательные смеси

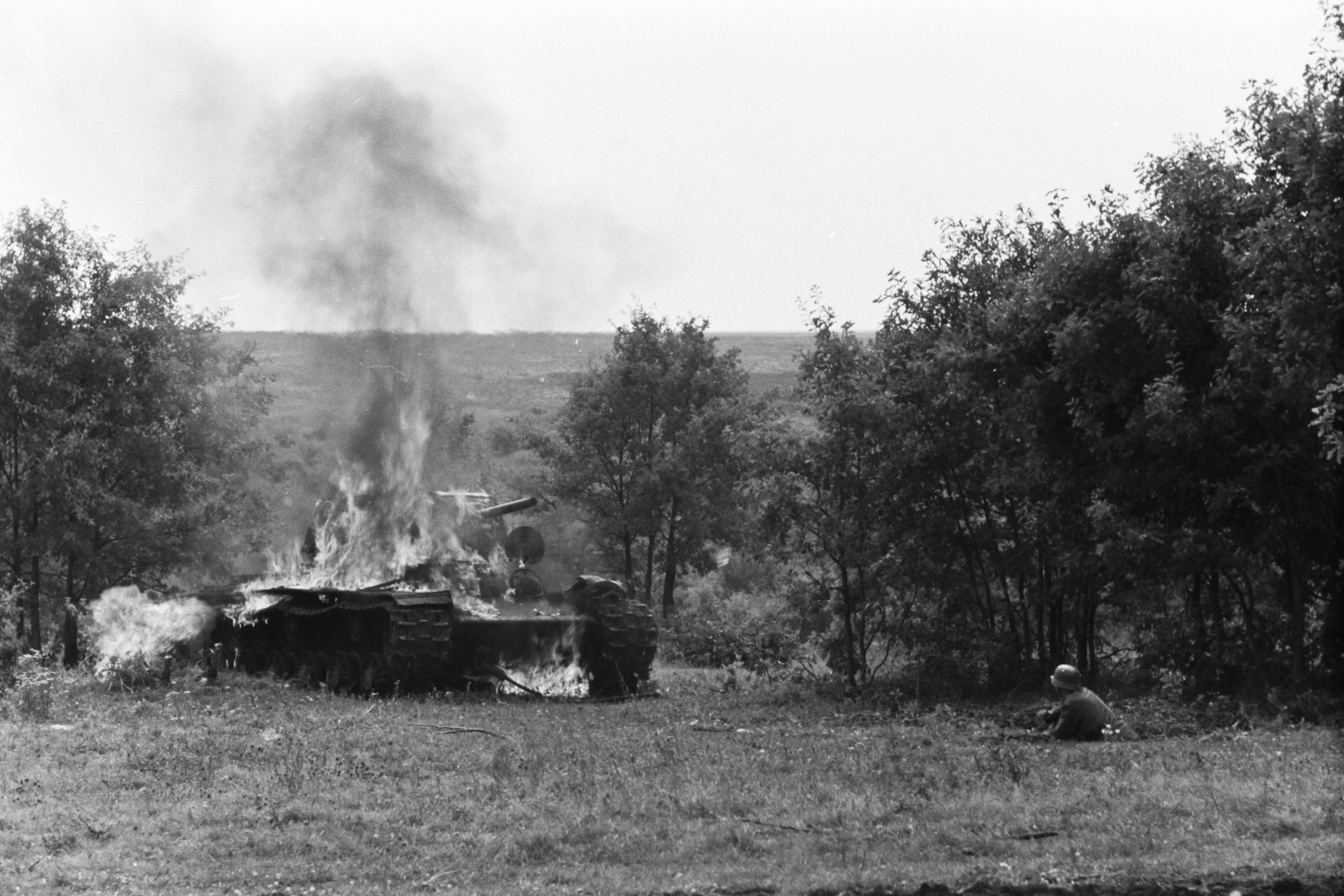
Объятый пламенем в результате разлива содержимого бутылки с зажигательной смесью танк КВ-1

Со времён советско-финской войны 1939—1940 гг. в качестве противотанковых средств стали широко применяться бутылки с зажигательной смесью, выводившие из строя элементы моторно-трансмиссионной группы, подвесные топливные баки и другие важные узлы и агрегаты машины.

## Противотанковые заграждения
- Противотанковые надолбы
- Противотанковые ежи
- Противотанковые рвы

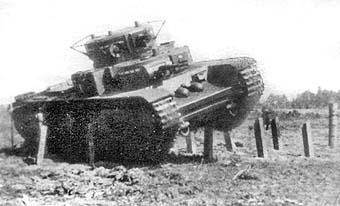
Т-35, насевший на противотанковые надолбы

Обычно являются частью оборонной линии и совмещён с минными полями и проволочными заграждениями.